# مایکل الیور (داور)
مایکل الیور (انگلیسی: Michael Oliver؛ زادهٔ ۲۰ فوریهٔ ۱۹۸۵) داور فوتبال اهل انگلستان است.
وی از سال ۲۰۱۰ در لیگ برتر فوتبال انگلستان و در سال ۲۰۱۲ وارد وارد فهرست داوران فیفا شده است.